# Битка при Фонтеноа
Битката при Фонтеноа (на френски: Bataille de Fontenoy) е едно от ключовите сражения през Войната за австрийското наследство, състояло се на 11 май 1745 г. в Австрийска Нидерландия (дн. Белгия, провинция Ено). От една страна воюва френска армия, командвана от маршал Морис дьо Сакс, а от друга – съюзническа (главно англичани, както и хановерци, холандци и австрийци), под командата на херцог Къмбърленд (син на английския крал Джордж ІІ). Резултатът е трудна, но впечатляваща френска победа.

## Военната ситуация през 1745 г.
Южна Нидерландия преминава под австрийска власт през 1713 г. с Утрехтския договор. Макар че това е традиционна посока за френската агресия, Франция не е нападала областта откакто е в австрийско владение. Дори в хода на Войната за австрийското наследство тя не е военен театър през първите четири години, тъй като Франция не е обявила официално война на поддръжниците на Мария Терезия. Едва през 1744 г. една армия начело с Морис дьо Сакс преминава границата. В този момент австрийците не разполагат с достатъчно сили сами да спрат настъплението, затова получават помощ от Великобритания, Обединените провинции, Хановер и Хесен. Контингентите от тези държави формират обща армия, наречена Прагматическа (в смисъл, че подкрепя Прагматическата санкция, която дава всички австрийски владения на Мария Терезия). През същата 1744 г. тази армия надвишава по брой французите, които избягват сражения, но през 1745 г. самият Луи ХV застава начело на голяма войска (70 хил. души) и войната тръгва по друг начин. На 25 април французите се появяват пред град Турне и го блокират. Турне е врата към западната част на областта и съюзниците бързо се организират, за да го спасят. От Англия се прехвърля войска (около 50 000 д.), чиято команда поема синът на краля Уилям, херцог на Къмбърленд, тогава 24-годишен. Напредването на съюзниците става бавно и дава време на французите да се подготвят. Маршал дьо Сакс, който придружава Луи ХV и всъщност командва от негово име, отделя 53 000 души и застава на пътя на Къмбърленд, като избира отлична позиция край селцето Фонтеноа. Той обаче е тежко болен от воднянка и се придвижва на носилка. Усилията по подготовката на сражението са твърде големи за него и вероятно няма да може да участва лично.

## Ход на сражението
Дясното крило на Сакс опира в река Шелда и не може да се заобиколи. Пред него са изкопани землени валове, които да възпрепятстват аката с конницата. Северното крило стига до гъстата гора Гарвен и там също има два окопа. Пред своите линии французите издигат малки укрепления, които дават възможност за по-лесно прегрупиране на силите им. Всички 70 оръдия са разположени в самата френска линия, внимателно подредени, за да могат най-ефективно да обстрелват подхода на противника от юг и изток. Сакс предполага, че англичаните ще атакуват най-остро лявото му крило и разполага в гората до него допълнителни стрелци, а в резерв оставя ирландските части.
Къмбърленд поставя англичаните вдясно, холандците (на ген. Валдек) в средата, а австрийците (на ген. Кьонигсег) вляво. В 6 ч. сутринта съюзниците започват атака. Английската кавалерия безуспешно опитва да пробие позициите около укрепленията, прикривана от оръдейния огън на ген. Инголдсби. На юг холандците и австрийците не постигат по-голям успех. След три часа кръвопролитен бой британската пехота на лорд Лигониър напредва срещу френския център, прикривана така успешно от съюзническата артилерия, че първата отбранителна линия на французите е опустошена. Британците навлизат дълбоко в позициите на противника, но се оказва, че не могат да развият успеха. Холандците не успяват да пробият в своя сектор и така Лигониър е изолиран и подложен на обстрел от три страни. В това време Морис дьо Сакс трябва да овладее паниката сред французите. Въпреки болките той скача на крака, яхва коня си и се втурва зад редиците, за да върне бягащите. Неговата желязна воля и енергия връща хладнокръвието на наколко батальона, които отново се хвърлят в боя. Скоро след пладне Къмбърленд разбира, че няма да пробие противника и свири отстъпление. Той изтегля войските си в добър ред без повече загуби, а французите не се впускат в преследване.

## Последици
Съюзниците дават 7545 жертви, от които около 1500 холандци и почти никакви австрийци, докато жертвите на французите са 7137. На пръв поглед изглежда, че битката е равностойна, но последиците показват, че ползите за Франция са много повече.
Първо е психологическата изгода, защото след битката при Детинген през 1743 г. англичаните претендират за военно превъзходство през тази война. Сега този мит рухва и става ясно, че французите са по-добри и като командване, и като общи военни качества.
Тактически пряката последица от битката е, че обсадата на Турне продължава необезпокоявано и скоро крепостта пада. Оттам до края на годината френската армия превзема редица ключови крепости, включително Брюксел. През следващите години във френски ръце пада цяла Австрийска Нидерландия, французите минават на холандска територия. Маршал Сакс печели и нови победи – при Року (1746) и Лафелд (1747). Така че битката при Фонтеноа поставя началото на мащабни военни успехи на Франция в този район, каквито тя не е имала дори по времето на Луи XIV.